# St. Ägidius (Redwitz)

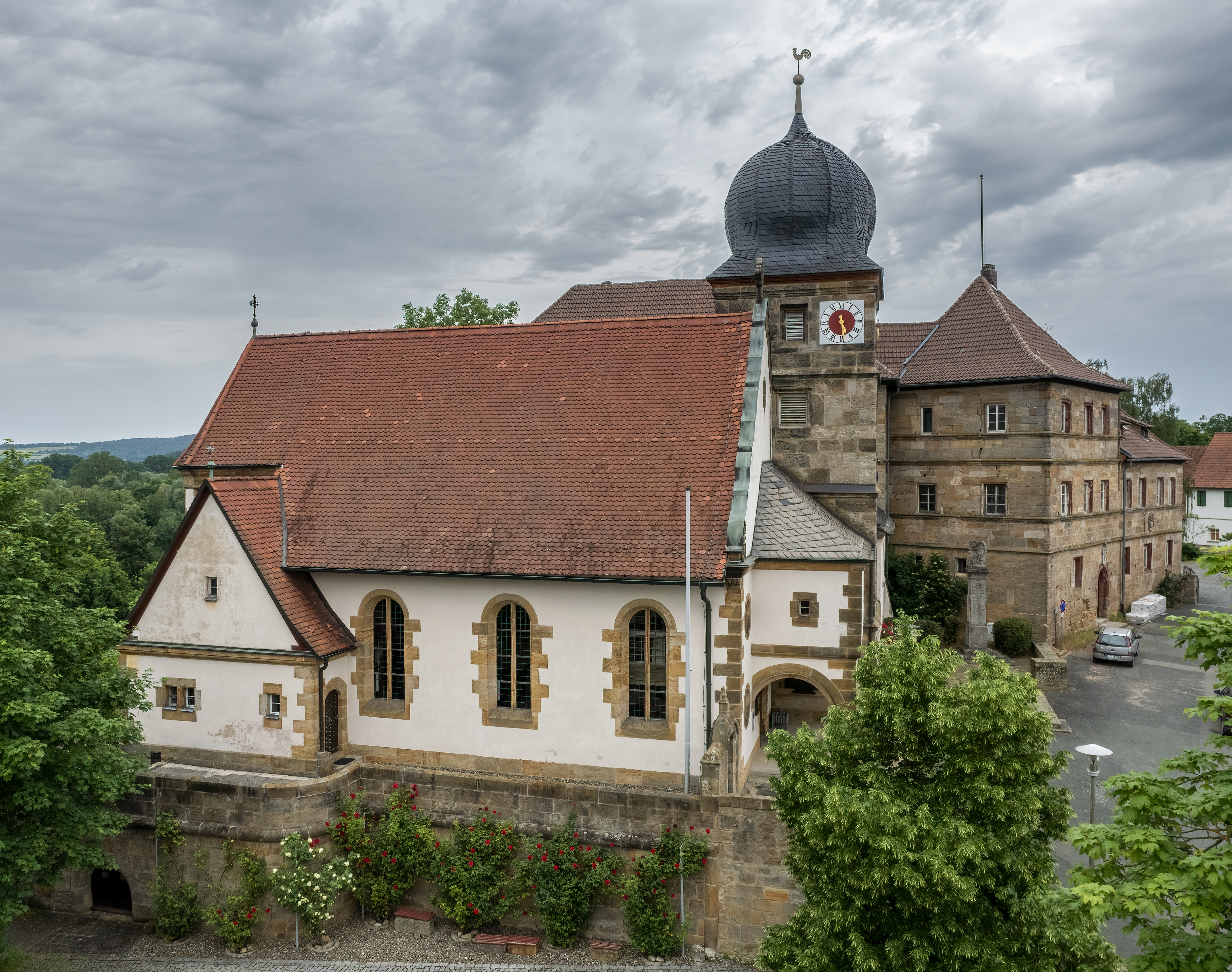
St. Ägidius in Redwitz

Die evangelisch-lutherische Pfarrkirche St. Ägidius in Redwitz an der Rodach im oberfränkische Landkreis Lichtenfels stammt aus dem Jahr 1919. Die Pfarrei gehört zum Dekanatsbezirk Michelau des Kirchenkreises Bayreuth der Evangelisch-Lutherischen Kirche in Bayern.

## Baugeschichte
Zum mittelalterlichen Schloss Redwitz gehörte seit 1480 im Westflügel eine Kapelle. Redwitz war damals eine Filiale der Urpfarrei Mariä Geburt in Altenkunstadt. In der zweiten Hälfte des 16. Jahrhunderts führten die Herren von Redwitz die Reformation ein und die Gemeinde wurde eine Filiale von Obristfeld. In den Jahren 1637/38 ließen die von Redwitz die Schlosskapelle nach Westen verlängern und einen Kirchturm errichten. Die Kapelle wurde als Chor umgestaltet und die Kirche bis 1803 als Grablege genutzt. Es sind Grabplatten des 16. und 17. Jahrhunderts vorhanden. Im Jahr 1689 erbte ein katholischer Zweig der Familie von Redwitz das Schloss. Er musste die weitere Abhaltung evangelischer Gottesdienste dulden. Ab dem Jahr 1774 folgte die Nutzung als Simultankirche mit zwei Altären und wechselweise stattfindenden Gottesdiensten beider Konfessionen. Aufgrund einer starken Verschuldung unter Wilhelm Theodor Freiherr von Redwitz wurde das Schloss 1873 versteigert. Der evangelische Brauereibesitzer Johann Gampert aus Horb am Main erwarb das Anwesen. Die katholischen Gottesdienste wurden eingestellt.
Die Schlosskirche hatte 180 Sitzplätze und war für die auf 800 Mitglieder angewachsene evangelische Kirchengemeinde zu klein. Dies führte im Jahr 1902 zur Gründung des Protestantischen Kirchenbau-Vereins Redwitz. Im Jahr 1906 überließ der Rittergutsbesitzer Paul Gampert die alte Schlosskirche der evangelischen Kirchengemeinde. Später stellte er den Baugrund für einen benachbarten Neubau zur Verfügung. Die Planung des Nürnberger Architekten Johann Will sah an der Westseite des Turms ein Kirchenschiff mit 370 Sitzplätzen und eine Sakristei vor. Die Grundsteinlegung war am 20. Juli 1914, im November stand der Rohbau. Nach dem Ende des Ersten Weltkrieges weihte am 19. Februar 1919 der Bayreuther Oberkonsistorialrat Ostertag das Gotteshaus ein. Die Baukosten betrugen 120.742 Mark und wurden durch den Kirchenbauverein, eine Landeskollekte, Umlagen auf die evangelischen Bürger und Einzelstiftungen finanziert. Nach der Einrichtung eines exponierten Vikariats im Jahr 1952 folgte vier Jahre später eine selbstständige Pfarrstelle.:S. 5

## Baubeschreibung
Die in Nord-Süd-Richtung angelegte Saalkirche hat hinter einem runden Chorbogen einen eingezogenen Chor mit einem Netzgewölbe und einem Fünfachtelschluss. Das dreiachsige Langhaus wird von einer Holztonne überspannt und durch eine hölzerne Doppelempore an drei Seiten geprägt.:S. 10 Der fünfgeschossige Turm ist mit einer verschieferten Haube versehen.

## Ausstattung

Altar

### Altar
Der Altar ist ein Werk des Nürnberger Künstlers Held. In den beiden seitlichen, vergoldeten Wangen sind die Symbole Kelch mit Hostie und Anker für die beiden Sakramente Abendmahl und Taufe dargestellt. Das Altarblatt zeigt eine Kreuzigungsgruppe, eine Arbeit des Nürnberger Malers Georg Kellner, und das Ädikulafeld Gottvater.

### Kanzel
Die Kanzel ist eine Arbeit des Nürnberger Bildhauers Scharrer. Sie zeigt auf den Brüstungsflächen die vier biblischen Evangelisten Matthäus, Markus, Lukas und Johannes.

### Orgel
Die Orgel stellte in den Jahren 1915/1916 die Nürnberger Orgelbauanstalt Johannes Strebel mit einem fünfteiligen Prospekt her. Bei einem Umbau in den Jahren 1964/1965 wurde ein neuer elektrischer Spieltisch aufgestellt. 1984 folgte eine Restaurierung durch Hey Orgelbau und 2008 eine Generalsanierung. Die Orgel hat vierzehn Register auf zwei Manualen und Pedal.

## Glocken
Im Kirchturm hängen drei Glocken. Die älteste, die mittlere Glocke, entstand um 1570 und stammt von Christoph II. Rosenhardt genannt Glockengießer aus Nürnberg. Die kleine und die große Glocke goss 1738 der Coburger Glockengießer Johann Andreas Mayer.:S. 18